# Grecia (Costa Rica)
Grecia es el distrito primero y ciudad cabecera del cantón de Grecia, en la provincia de Alajuela, de Costa Rica.

## Ubicación
Está asentada en la Cordillera Volcánica Central sobre el borde occidental del Valle Central. Grecia, que fue nombrada en una ocasión la ciudad más limpia de Costa Rica [¿cuándo?][cita requerida], se encuentra a 25 kilómetros al noroeste de la ciudad capital de la Provincia de Alajuela, a 27 kilómetros del Aeropuerto Internacional Juan Santamaría y a 50 kilómetros de la capital nacional de Costa Rica la Ciudad de San José.

## Geografía
Grecia cuenta con un área de 7,57 km² y una altitud media de 999 m s. n. m.

## Demografía
Para el año 2022, Grecia cuenta con una población estimada de 14 244 habitantes, y para el último censo efectuado, en 2011, Grecia contaba con una población de 14 859 habitantes.

## Localidades
- Distritos: Grecia, San Isidro, San Roque, San José, Tacares, Puente de Piedra y Bolívar.
- Poblados: Pinos, Rincón de Arias, Barrio Latino, Cooperativa, La Virgencita

## Economía

### Turismo
La Iglesia de Nuestra Señora de las Mercedes es frecuentemente visitada por los turistas.

## Transporte

### Carreteras
Al distrito lo atraviesan las siguientes rutas nacionales de carretera:
- Ruta nacional 107
- Ruta nacional 118
- Ruta nacional 154
- Ruta nacional 711